# Rotta verso l'ignoto
Rotta verso l'ignoto (Star Trek VI: The Undiscovered Country), noto nel fandom anche con l'acronimo TUC o la sigla ST VI, è un film di fantascienza del 1991 diretto da Nicholas Meyer, sesto film della serie cinematografica di Star Trek e l'ultimo con il cast originale al completo (che con il film successivo Generazioni lascia il testimone al cast della serie Star Trek: The Next Generation).
Per l'home video il film è stato distribuito col titolo Star Trek VI - Rotta verso l'ignoto.

## Trama
La nave stellare USS Excelsior, capitanata da Hikaru Sulu, viene coinvolta nell'improvvisa esplosione della luna Praxis, una preziosa fonte di energia dell'Impero Klingon. La distruzione di Praxis, oltre a provocare un collasso economico, danneggia l'ozonosfera di Qo'noS, il pianeta nativo dei Klingon, i quali decidono di accordare la pace con la Flotta Stellare per farsi aiutare di fronte alla crisi.
La Federazione dei Pianeti Uniti accetta l'appello e invia l'equipaggio della USS Enterprise per incontrarsi con il cancelliere dei Klingon, Gorkon, e scortarlo sulla Terra per negoziare la pace. Il capitano dell'Enterprise, James T. Kirk, trova l'incarico difficile per via del profondo rancore che prova verso i Klingon, i quali hanno ucciso suo figlio, David. Durante il viaggio, dopo una difficile cena tra le due fazioni, il vascello klingon viene colpito da due siluri, apparentemente sparati dall'Enterprise, che disabilitano la gravità all'interno. Nella confusione, due misteriosi individui nascosti in tute spaziali della Flotta e dotati di scarponi magnetici per camminare si teletrasportano nella nave dei Klingon compiendo uccisioni e ferendo mortalmente Gorkon.
Kirk e il dottor Leonard McCoy giungono sulla nave di Gorkon e tentano di soccorrerlo, ma il cancelliere klingon muore nonostante gli sforzi del medico di bordo. Il perfido vice di Gorkon, il generale Chang, arresta Kirk e McCoy incolpandoli dell'assassinio. I due vengono in seguito processati da un tribunale klingon e condannati all'ergastolo da scontare sulla colonia penale di Rura Penthe. Azetbur, la figlia di Gorkon, diventa il nuovo cancelliere e sceglie di continuare i negoziati per la pace, che saranno tenuti in un luogo segreto. Il Presidente della Federazione reputa l'arresto di Kirk e McCoy ingiusto, ma Azetbur sostiene che la loro condanna serve per ripagare la morte di suo padre e che qualsiasi tentativo per liberarli, sarà considerato come atto di guerra.
Su Rura Penthe, Kirk e McCoy incontrano Martia, un'aliena mutaforma che li aiuta a evadere, ma poi Kirk scopre che in realtà era stata assoldata per eliminarli facendo credere che fossero stati uccisi nel tentativo di fuga. Le guardie klingon li raggiungono e uccidono Martia. Kirk domanda alle guardie chi è che li vuole morti, ma prima che il Klingon riveli le identità dei cospiratori, Kirk e McCoy vengono teletrasportati sull'Enterprise, che ora è al comando di Spock, il quale ha condotto un'indagine durante la loro assenza per scoprire chi è che li ha incastrati. Gli assassini di Gorkon vengono trovati morti, ma con una mossa astuta Kirk e Spock riescono lo stesso a far venire allo scoperto il colpevole, che si rivela essere l'allieva vulcaniana di Spock, la tenente Valeris.
Spock esegue la fusione mentale vulcaniana su Valeris e scopre che il gruppo di cospiratori che vogliono la grande guerra perché temono i cambiamenti (il titolare "ignoto") è composto da membri sia dell'Impero Klingon sia della Federazione e della Flotta Stellare stessa, tra i quali vi sono il generale klingon Chang, l'ambasciatore romulano Nanclus e l'ammiraglio Donald Cartwright. L'Enterprise si reca di fretta sul pianeta Khitomer, dove avrà luogo la nuova conferenza per la pace, ma viene attaccata da Chang, al comando di uno sparviero capace di fare fuoco mentre è occultato. In aiuto dell'Enterprise interviene anche Sulu con la sua Excelsior, ma è grazie a uno stratagemma ideato da Spock che il vascello nemico viene portato allo scoperto e distrutto, provocando la morte di Chang.
Gli equipaggi delle due navi federali si teletrasportano su Khitomer e arrestano Cartwright e Nanclus mentre Scotty uccide il cecchino klingon che doveva assassinare il Presidente durante la conferenza. Azetbur, riconoscente, decide di proseguire per i trattati della pace dicendo a Kirk che ha confermato le speranze di suo padre, mentre lui le dice che ha confermato quelle di suo figlio. Nel finale, l'equipaggio dell'Enterprise riceve l'ordine di tornare alla base per decommissionare la nave, ma Kirk, appoggiato dai suoi compagni, sceglie di "allungare" il viaggio di ritorno.
(James T. Kirk)

## Produzione
La produzione voleva realizzare un sesto film con il cast della serie originale, così da non terminare la serie con Star Trek V - L'ultima frontiera, pur consapevoli che questo sarebbe stato l'ultimo film con presente il cast originale, data l'età degli attori, e con cui celebrare il 25º anniversario del franchise Star Trek. Il film ebbe un costo di produzione di 27 milioni di dollari.

### Sceneggiatura
Il soggetto venne affidato a Leonard Nimoy, già responsabile del terzo e quarto film della saga, che lo sviluppò assieme a Nicholas Meyer, regista del secondo film. Forti del fatto che i Klingon rappresentassero una metafora dell'Unione Sovietica che si contrapponevano alla Federazione, a sua volta metafora degli USA o della NATO, i due si ispirarono agli avvenimenti storici di quegli anni, quali in particolare la caduta del muro di Berlino e la glasnost. Rotta verso l'ignoto è infatti, nelle intenzioni dei suoi autori, una metafora della caduta del muro e in particolare del crollo dell'Unione Sovietica, in cui l'incidente di Qo'noS rappresenta una metafora del disastro di Chernobyl, che rivela la crisi in cui versa il blocco sovietico. Mentre la colonia penale di Rura Penthe è una metafora dei gulag sovietici, il cancelliere Gorkon è stato ispirato a Meyer da Gorbaciov, nel ruolo di "pacificatore" tra l'impero Klingon e la Federazione dei Pianeti Uniti, metafora della riappacificazione tra URSS e USA, mentre nell'aspetto Meyer ha voluto che ricordasse Abraham Lincoln, finendo assassinato anch'esso in un attentato, così come il presidente statunitense.
Il titolo originale The Undiscovered Country è ripreso dall'Amleto di William Shakespeare, atto III scena 1 (è il monologo che comincia con la celebre frase "Essere o non essere"); più in generale i dialoghi del film contengono numerose esplicite citazioni alle opere di Shakespeare, in particolare per la parte interpretata da Christopher Plummer, attore con un grande passato nelle opere teatrali shakespeariane (il suo personaggio, il generale Chang, afferma di essere un grande estimatore del drammaturgo terrestre).

### Cast
- William Shatner, nel ruolo di James T. Kirk.[4]
- Leonard Nimoy, nel ruolo di Spock.[4]
- DeForest Kelley, nel ruolo di Leonard McCoy.[4]
- James Doohan, nel ruolo di Montgomery Scott.[4]
- Walter Koenig, nel ruolo di Pavel Chekov.[4]
- Nichelle Nichols, nel ruolo di Nyota Uhura.[4]
- George Takei, nel ruolo di Hikaru Sulu.[4]
- Mark Lenard, nel ruolo di Sarek.[4]
- David Warner, nel ruolo di Gorkon.[4]
- Kim Cattrall, nel ruolo di Valeris.[4]
- Rosanna DeSoto, nel ruolo di Azetbur.[4]
- Christopher Plummer, nel ruolo di Chang.[4]
- Kurtwood Smith, nel ruolo di Presidente della Federazione.[4]
- Brock Peters, nel ruolo di Donald Cartwright.[4]
- Paul Rossilli, nel ruolo di Kerla.[4]
- John Schuck, nel ruolo di ambasciatore Klingon.[4]
- Iman, nel ruolo di Martia.[4]
- Leon Russom, nel ruolo di Bill.[4]
- Michael Dorn, nel ruolo di Worf.[4]

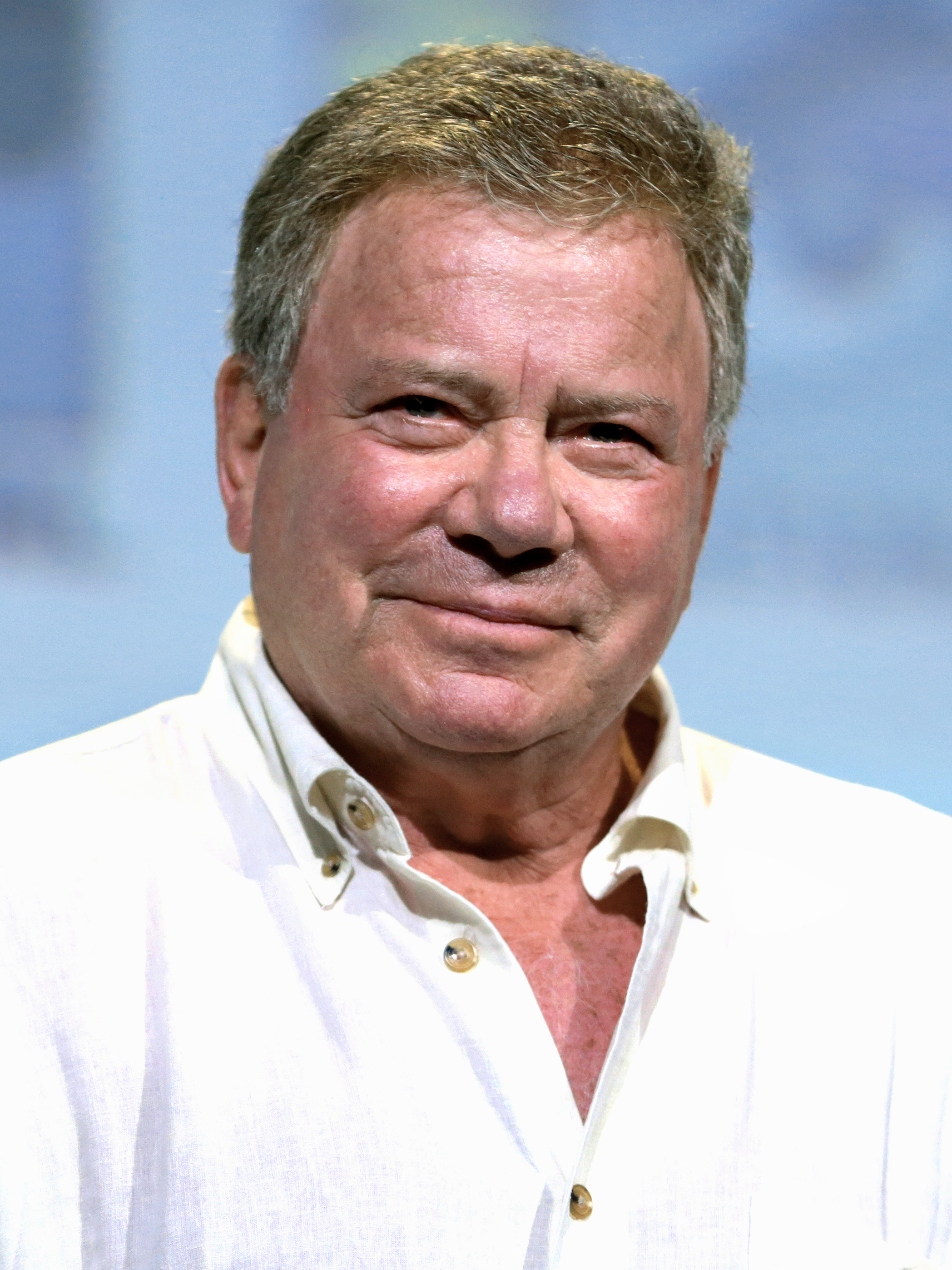
William Shatner, interprete di James T. Kirk
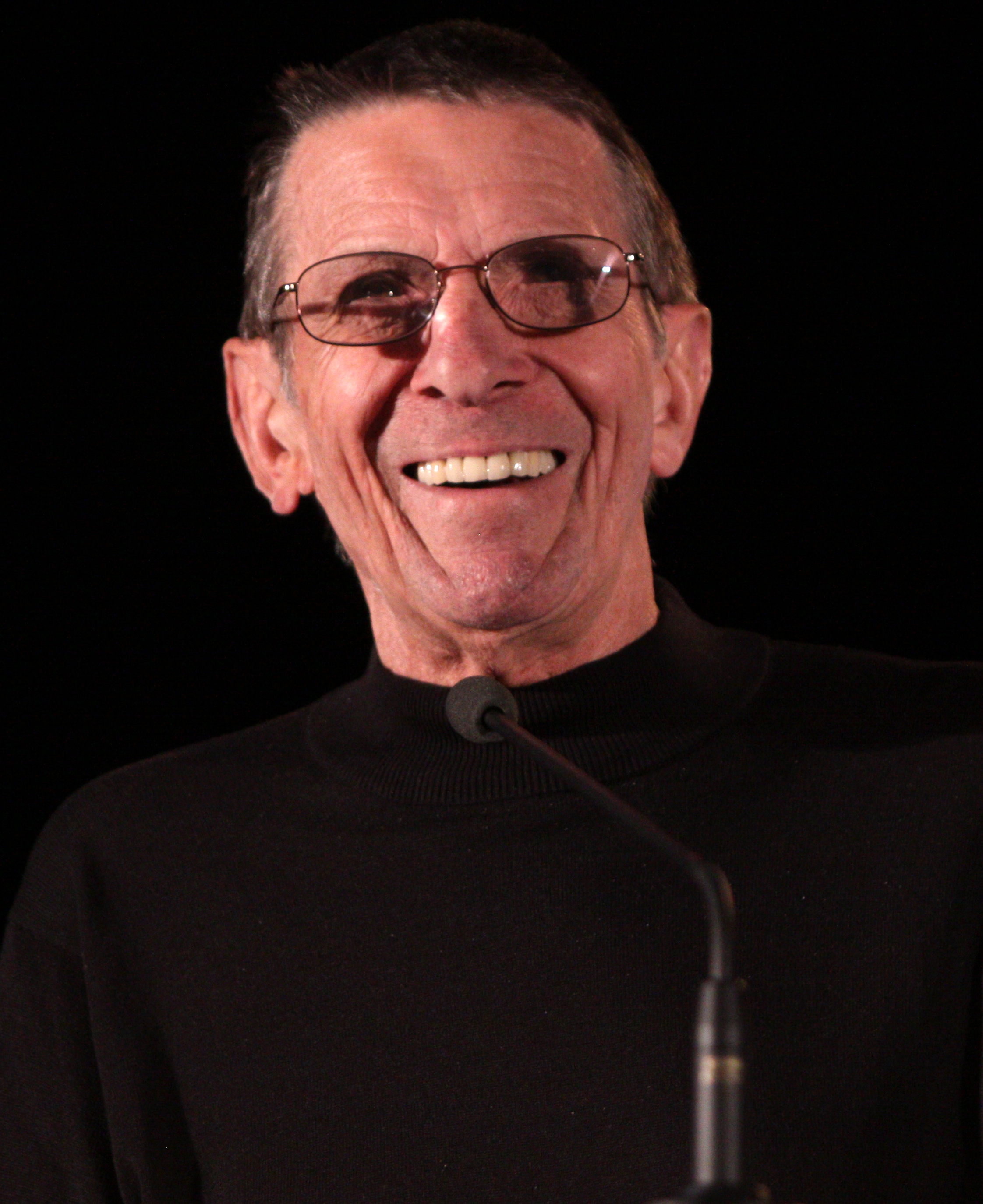
Leonard Nimoy, interprete di Spock
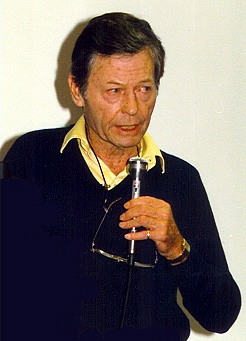
DeForest Kelley, interprete di Leonard McCoy
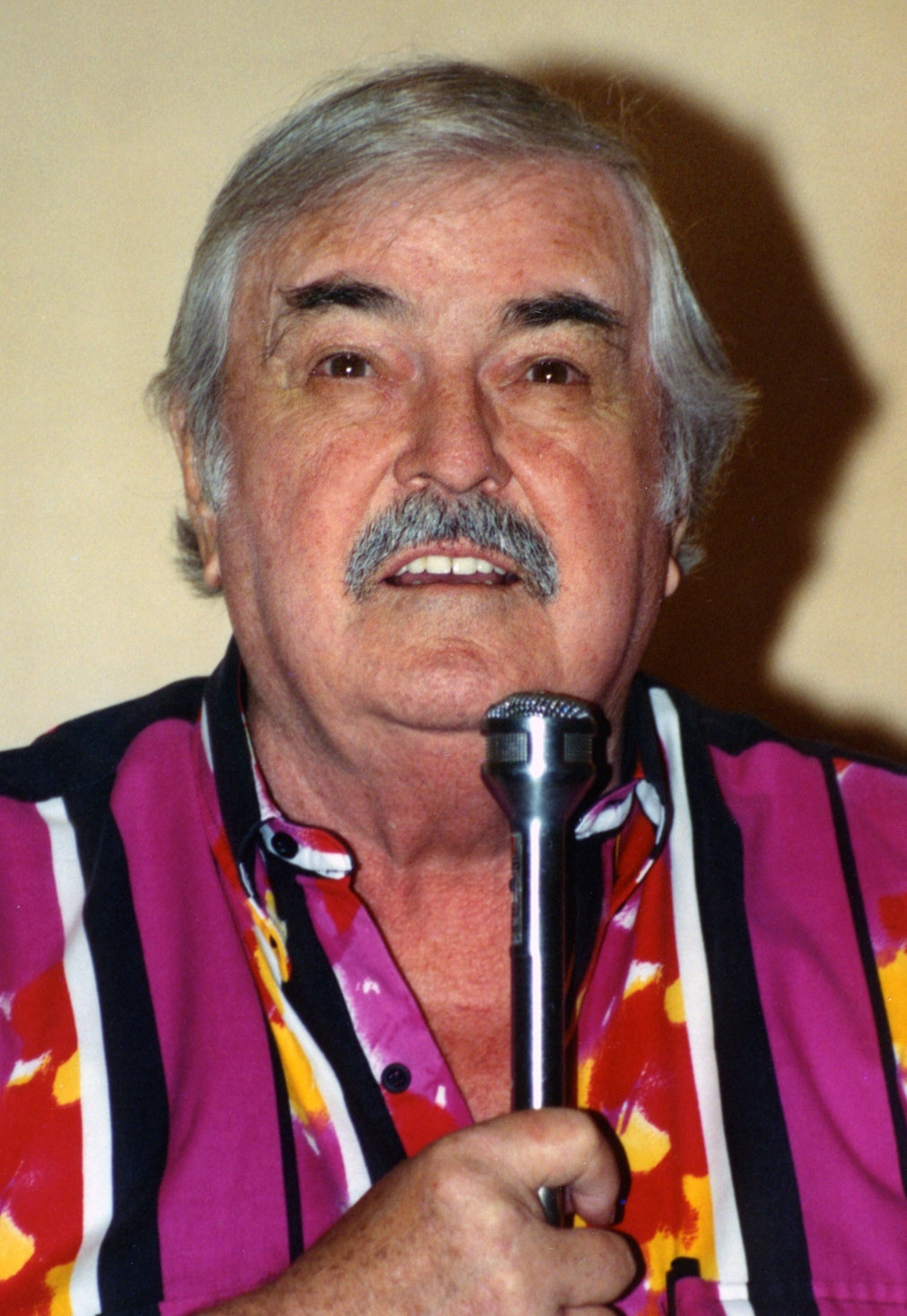
James Doohan, interprete di Montgomery Scott
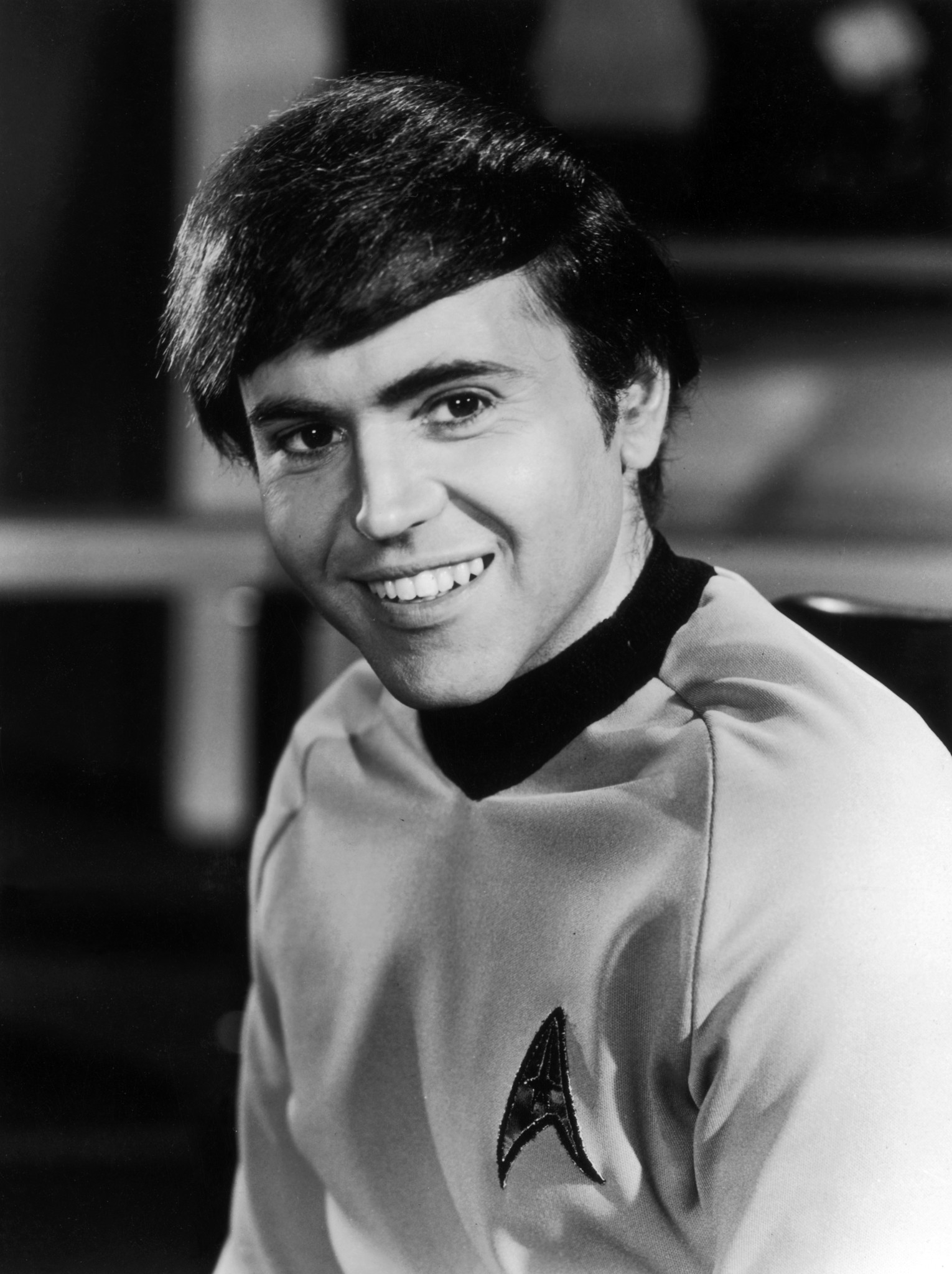
Walter Koenig, interprete di Pavel Chekov
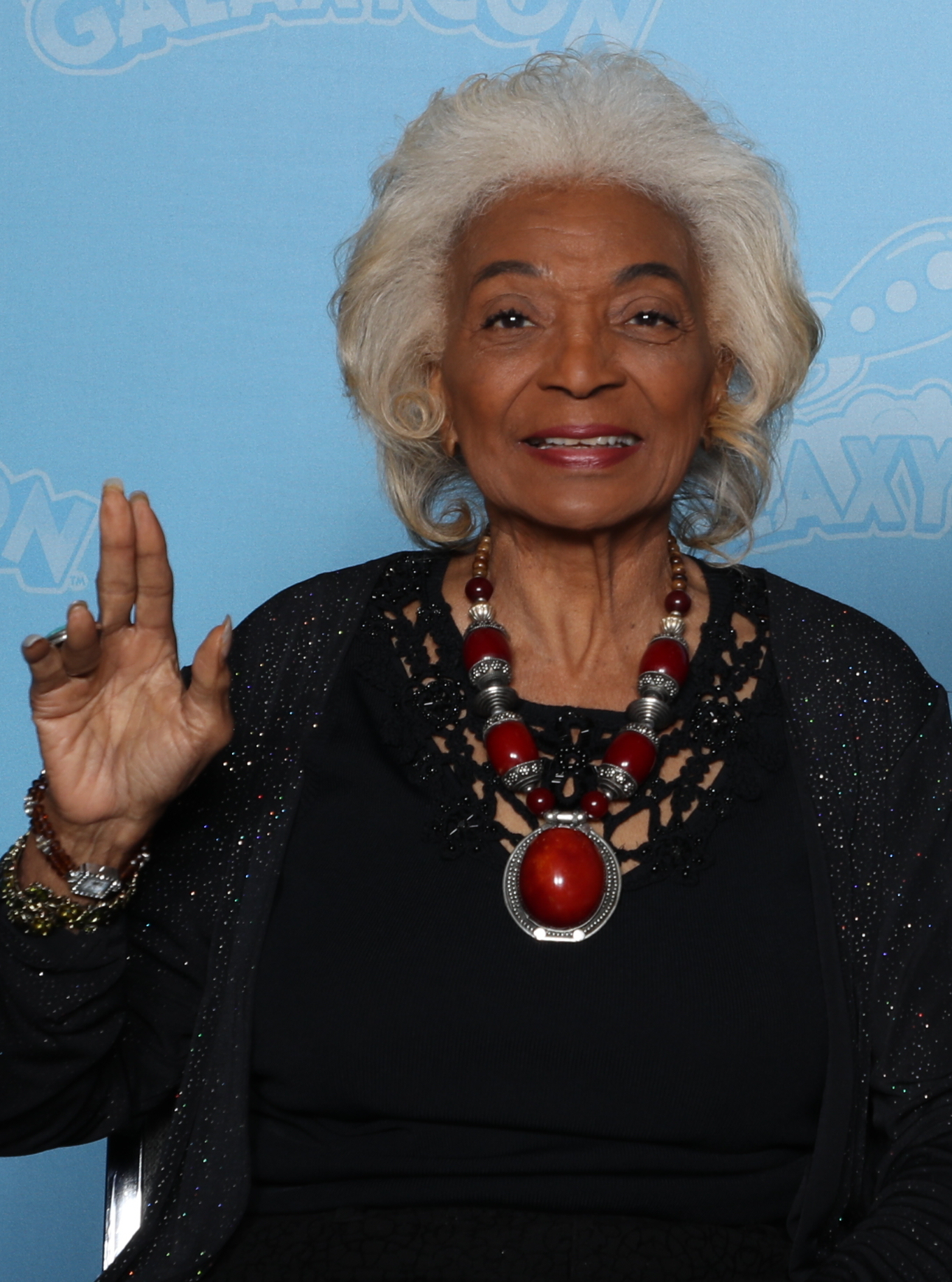
Nichelle Nichols, interprete di Nyota Uhura
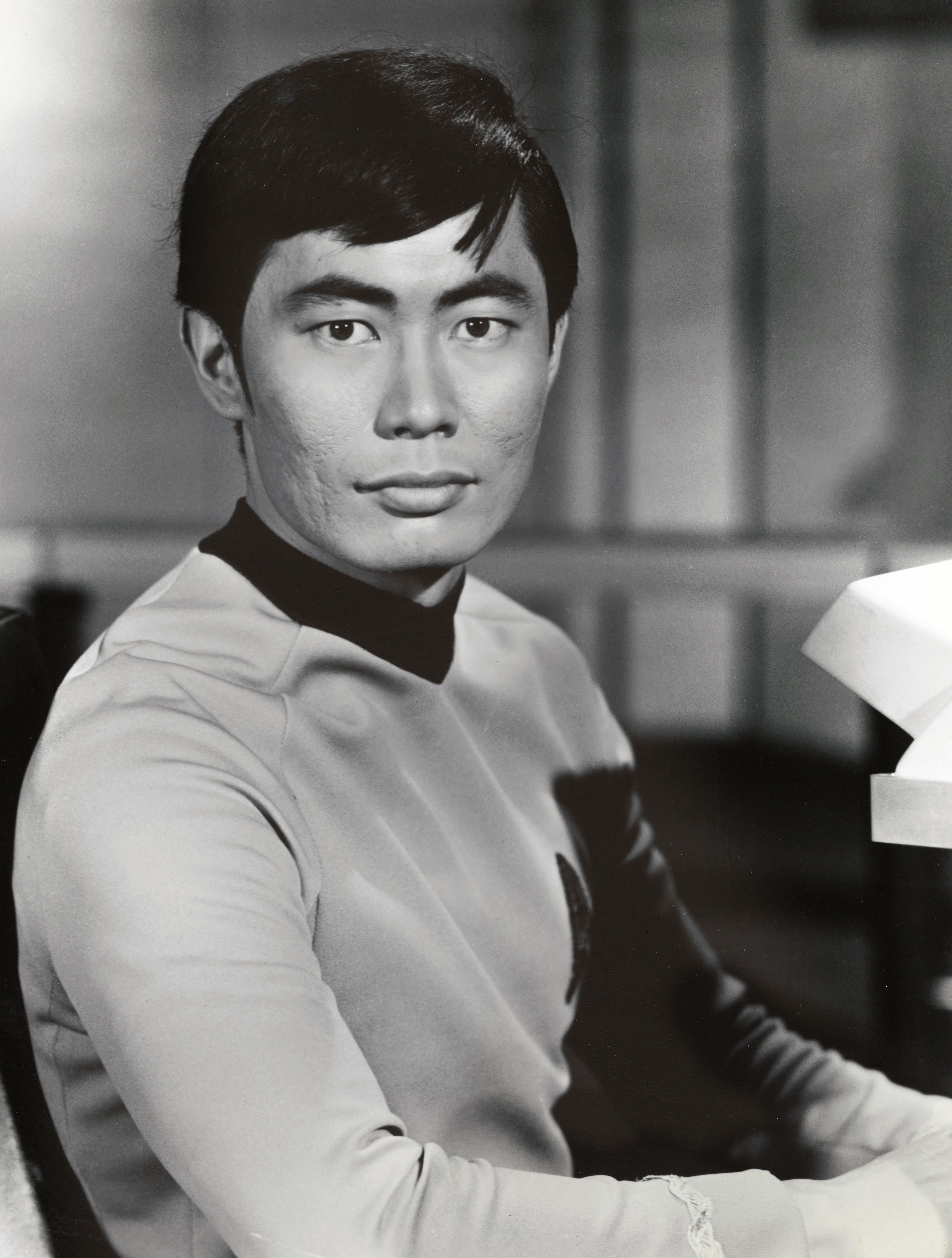
George Takei, interprete di Hikaru Sulu
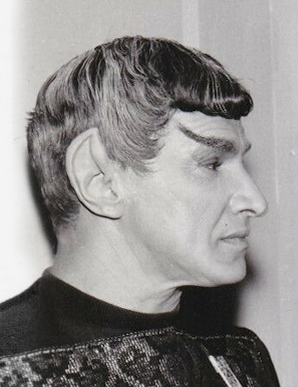
Mark Lenard, interprete di Sarek
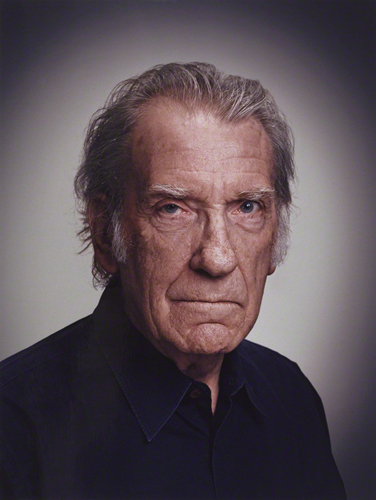
David Warner, interprete di Gorkon
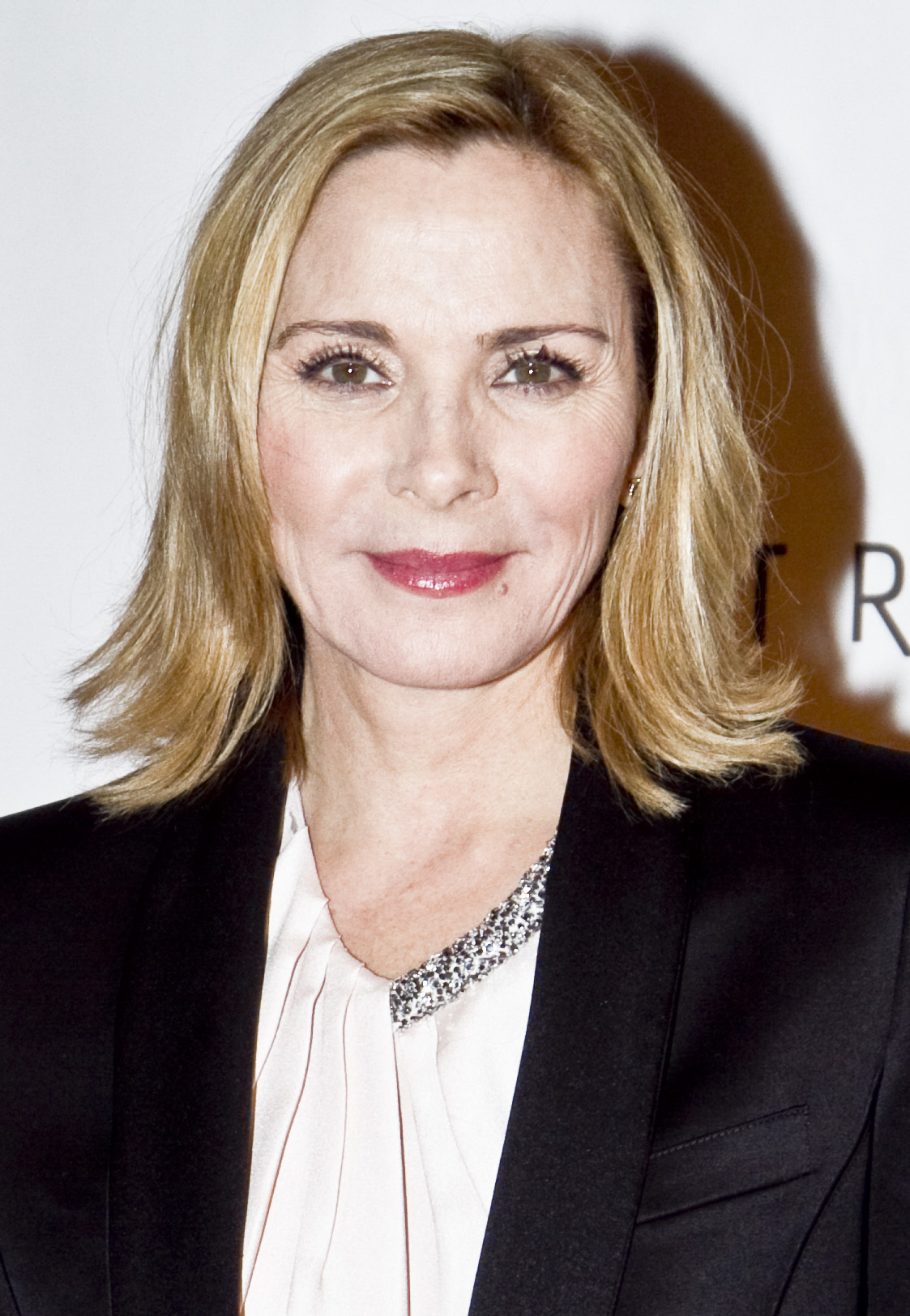
Kim Cattrall, interprete di Valeris
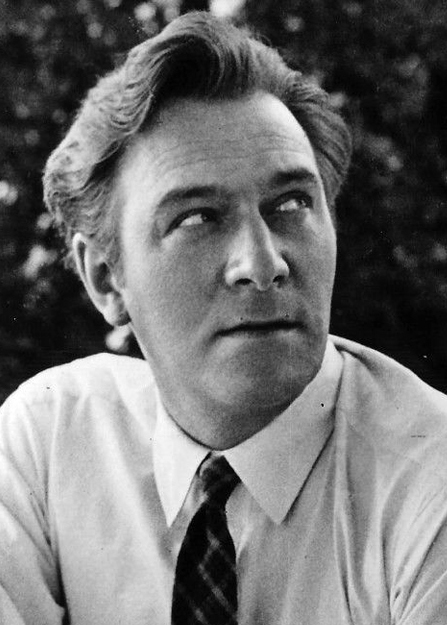
Christopher Plummer, interprete di Chang
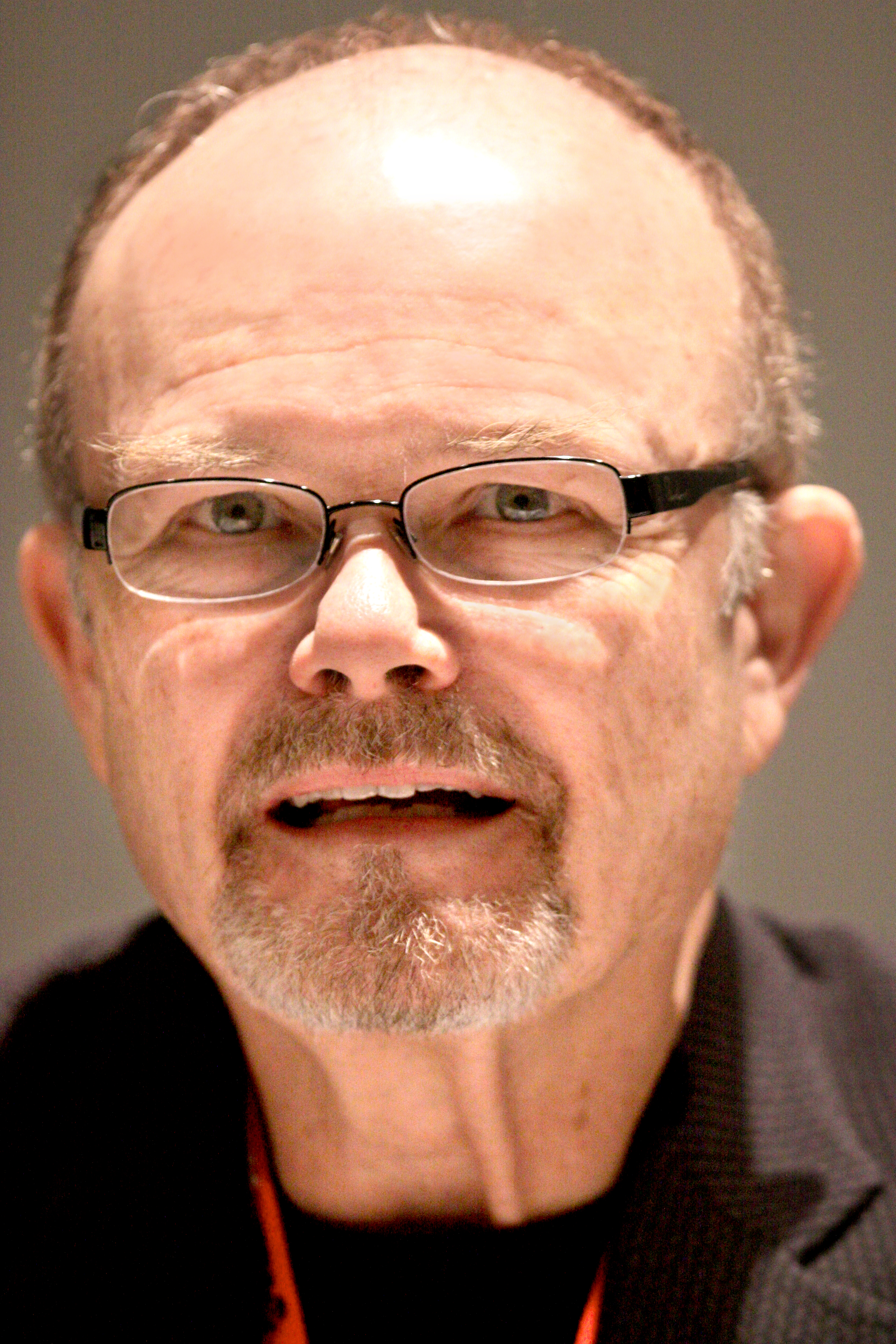
Kurtwood Smith, interprete di Presidente della Federazione
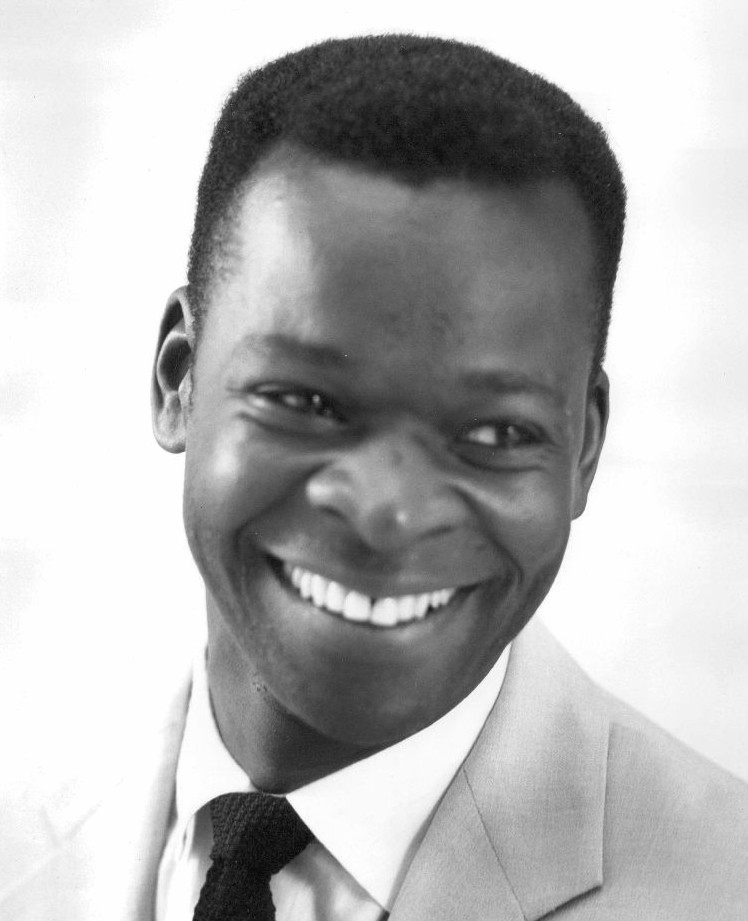
Brock Peters, interprete di Donald Cartwright
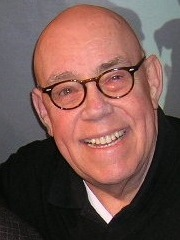
John Schuck, interprete di ambasciatore Klingon
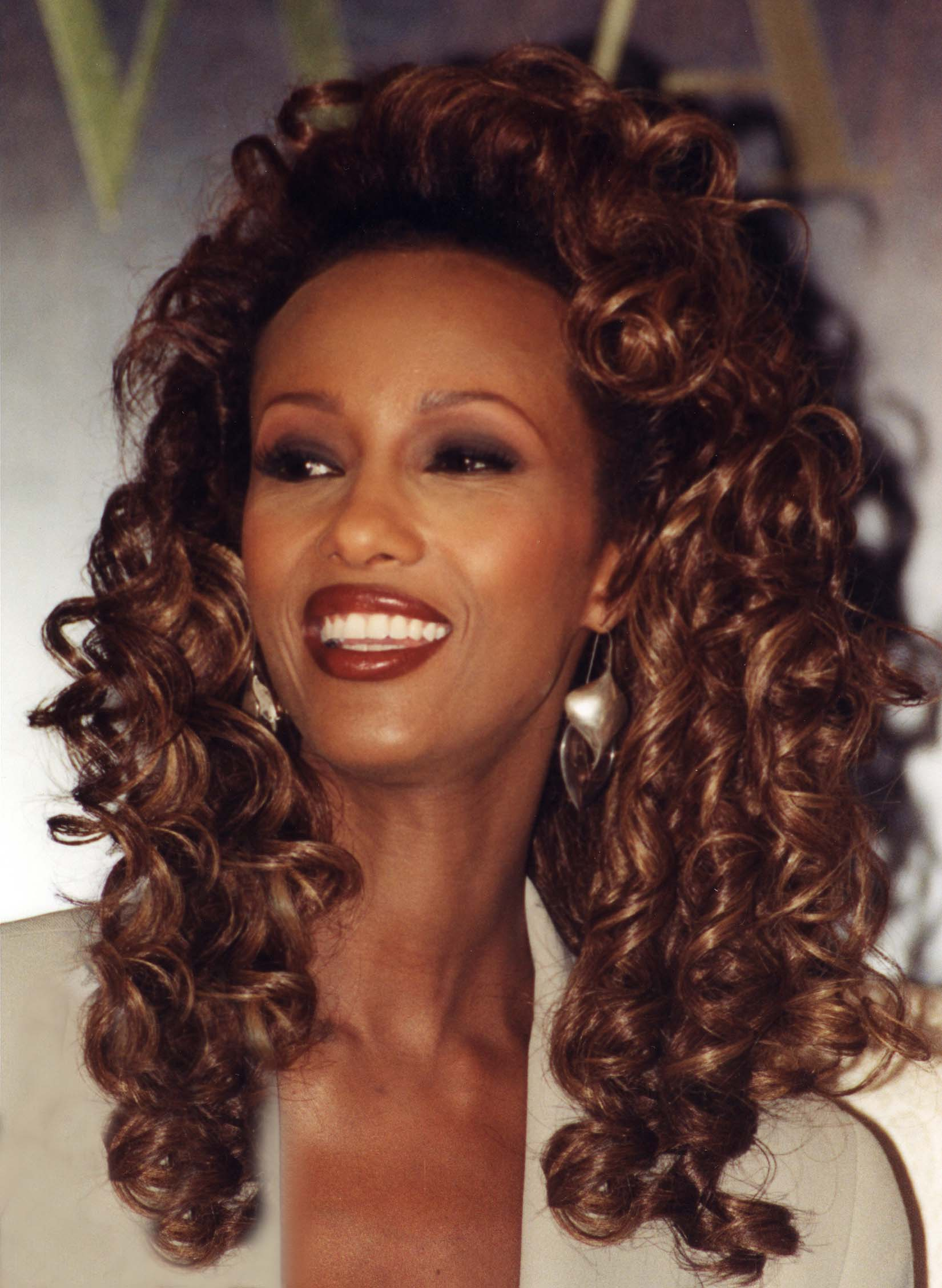
Iman, interprete di Martia
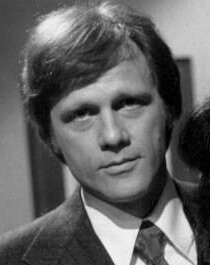
Leon Russom, interprete di Bill
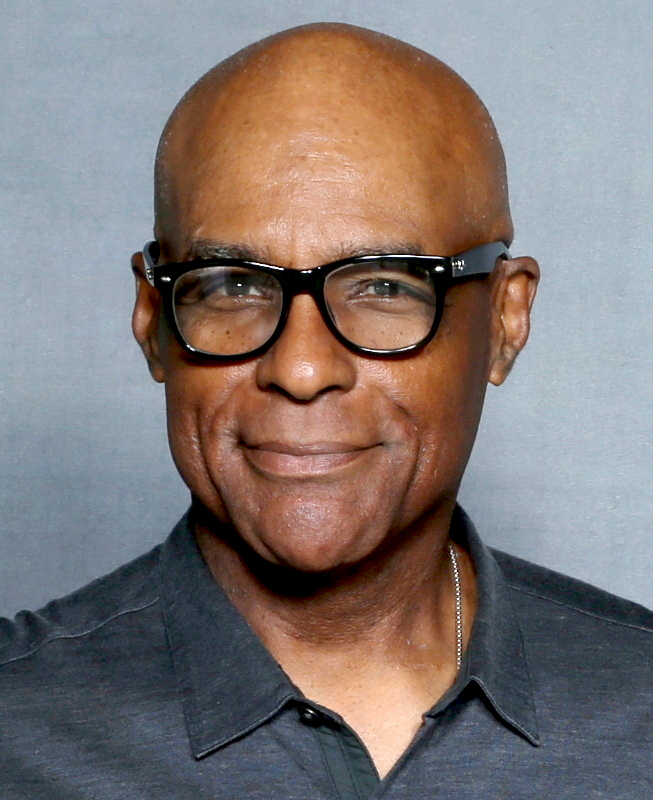
Michael Dorn, interprete di Worf

### Riprese
L'ultima scena del film venne programmata per l'ultimo giorno di riprese, così da far coincidere la fine del film con quella della produzione. Inizialmente le battute dell'equipaggio avrebbero dovuto avere un tono più cupo e triste, ma Meyer apportò alcune modifiche alla sceneggiatura all'ultimo minuto. Flinn ha affermato che Meyer "era di umore ottimista", il regista suggerì di citare Peter Pan nelle battute finali: "Seconda stella a destra, poi dritto fino al mattino" Le riprese di questa scena furono molto emozionanti. A tal proposito William Shatner ebbe a dichiarare: "Quando girammo l'ultima scena, che durò più del previsto, c'era come un senso di irritazione. Bevemmo un bicchiere di champagne, ma tutti erano comunque un po' ansiosi."

## Distribuzione

### Doppiaggio italiano
L'edizione italiana del film è stata diretta da Renato Izzo, direttore di doppiaggio dei primi tre capitoli della serie cinematografica.
Alcune scene aggiunte per la versione integrale presentano delle voci diverse.

## Accoglienza
Il film, a fronte di un costo di produzione di 27 milioni di dollari, ne ricavò al botteghino 96,9 (di cui quasi 75 solo negli Stati Uniti), a cui si sono aggiunti nel tempo altri 60 milioni di dollari per i noleggi nel circuito dell'home video.

## Opere derivate
Vari eventi del film sono ripresi nell'episodio Flashback della serie Star Trek: Voyager, dove sono citati dal tenente Tuvok, che ha prestato servizio come guardiamarina a bordo della USS Excelsior del capitano Hikaru Sulu.

## Riconoscimenti
- 1992 – Premio Oscar
  - Candidatura al miglior montaggio sonoro a F. Miller e George Watters II
  - Candidatura al migliori trucco a Ed French, Michael Mills e Richard Snell
- 1991 – Awards Circuit Community Award
  - Candidatura a migliori effetti speciali a Scott Farrar, Craig Barron, Bill George, Terry D. Frazee
  - Candidatura a migliori trucco e acconciatura a Ed French, Michael Mills e Richard Snell
- 1992 – Premio Hugo[8]
  - Candidatura a miglior rappresentazione drammatica
- 1993 – Saturn Award
  - Miglior film di fantascienza
  - Candidatura a miglior attrice non protagonista a Kim Cattrall
  - Candidatura a migliore sceneggiatura a Nicholas Meyer e Denny Martin Flinn
  - Candidatura a migliori costumi a Dodie Shepard
  - Candidatura a miglior trucco a Michael Mills e Ed French
- 2010 – Saturn Award
  - Miglior edizione DVD/Blu-ray per il cofanetto contenente i primi sei film della serie classica